# Ripari di Giobbe
Ripari di Giobbe è una frazione del comune di Ortona. Essa è composta da 30 abitanti ed è posta su un promontorio a picco sul mare dell'altezza di circa 60 metri. Alla base del promontorio sono presenti tre spiagge. La prima posizionata a nord non è facilmente accessibile via terra, la seconda, dove si trova un villaggio turistico, è la più nota tra le tre ed è chiamata Ripari di Giobbe. L'arenile, a forma di mezzaluna e composto da piccoli ciottoli, è racchiuso tra due scogliere frastagliate che scendono a picco sul mare. La terza spiaggia si trova a sud del promontorio ed è caratterizzata da una piccola lingua di ciottoli per una lunghezza di circa quindici metri a cui fa seguito il tracciato della vecchia ferrovia ai cui piedi sul mare sono posizionati grandi massi a formare una lunga scogliera artificiale.  La spiaggia dei Ripari di Giobbe è parte del litorale abruzzese di quella parte che viene chiamata costa dei Trabocchi ed è stata nominata nel 2007 con un decreto legislativo area protetta Riserva della Regione Abruzzo.
La zona rappresenta un'area di interesse naturalistico presentando il tipico ecosistema della macchia mediterranea, con una zona famosa per l'addizione al camping. Il litorale è attraversato dal vecchio tracciato della linea ferroviaria Adriatica e tutta l'area è stata soggetta a una frana iniziata nel 2005 che ne ha causato l'impedimento all'accesso fino al 2013. Il fenomeno erosivo, che interessa tutta l'area circostante, ha causato smottamenti dal 1954 al 1999 a causa della natura arenaria delle rocce che compongono la zona.